# Mod' Fish
『Mod' Fish』（モッド・フィッシュ）は、日本のシンガーソングライターである土屋昌巳の初のミニ・アルバム。
1997年10月1日にポリドールK.K.のクロスレーベルからリリースされた。前作『TIME PASSENGER』（1989年）よりおよそ8年ぶりに通算7枚目の作品としてリリースされ、作詞・作曲およびプロデュースは土屋自身が担当している。
レコーディングはロンドンのスタジオにて行われ、イギリスの著名なミュージシャンであるミック・カーンやジョン・ギブリンが参加、収録曲5曲の内3曲はインストゥルメンタルとなっている。本作における音作りや参加ミュージシャンは次作『森の人 Forest People』（1998年）に引き継がれることとなった。

## 背景
1980年代の終わりに、土屋昌巳はテレビ局からエジプトのピラミッドをテーマにしたドキュメンタリー番組の音楽を依頼されたことからアルバム制作を開始することとなった。番組用の音楽制作のために土屋は自らカイロに渡航、現地のコーディネーターとともに通常の観光では訪れることのない場所に行き、カイロの日常や不条理な光景を目の当たりにすることとなった。結果として予定していたドキュメンタリー番組の制作は中止となったが、エジプトにおける体験は土屋にとって大きな疑問を残す結果となった。その後土屋は5枚目のアルバム『TIME PASSENGER』（1989年）をリリースしたもののソロ・アーティストとしての活動を休止、1990年1月1日からロンドンに移住することとなった。これに関して土屋は自身ではなく他者のために活動するべき時期が来たことが理由であると述べたが、その他の理由として当時は意識していなかったがエジプトでの体験で得た虚無感がソロ活動を一度休止することを決断させたのかもしれないとも述べている。また、それ以外にも1980年代半ばころに日本国内ではテクノポップブームが終焉し、国外ではレニー・クラヴィッツやザ・ストーン・ローゼズなどの出現により過去のロックサウンドに回帰する流れがあったものの、日本国内ではユーロビートの台頭が予測される状態であったために自身の音楽活動が日本国内では困難になると判断したためであるとも述べている。

## 制作、音楽性
本作制作時に土屋はロンドンに移住しており、ミック・カーンとの2人体制でロンドンにてすべてが制作された。前作リリース後の新作を発表していなかった期間も土屋はセッションを頻繁に行っており、土屋はトリッキーやマッシヴ・アタックの登場によりサウンド作りが大きく変化した時期であると述べている。当時はサンプルを制作するだけでも大変な時期であり、『TIME PASSENGER』の頃は既存の音を如何にして組み立てるかということがテーマで会ったのに対し、この時期には音そのものを一から制作する必要があったと述べている。また、同時期にはボーカリストとしてよりもトラックメイカーとしての意識が高まっており、特にビートに対するこだわりが強かった時期でもあると土屋は述べている。
LUNA SEA所属のSUGIZOは土屋に対し長年「ソロを作ってください!」と言い続けていたと述べている。SUGIZOは幼少期から土屋の音楽を愛聴しており、LUNA SEAの初期の頃に六本木の店で初めて邂逅したと土屋は述べている。SUGIZOは本作に関して、「一音一音すべての音が研ぎ澄まされ、すべての音に無駄がなく、すべての音に魂が宿っている。崇高な音楽」と述べたほか、世代やキャリアが異なるにも拘わらず懐かしさや斬新に感じられる点が最も重要な点であるとも述べ、「精神的に求める部分がものすごく近い。つまり前向きな、未来をみつめている音楽だからだと思う」と主張している。

## リリース、批評
| 専門評論家によるレビュー | 専門評論家によるレビュー |
| レビュー・スコア         | レビュー・スコア         |
| 出典                     | 評価                     |
| ------------------------ | ------------------------ |
| CDジャーナル             | 肯定的                   |

本作は1997年10月1日にSUGIZOが主宰するレーベルであるポリドールK.K.のクロスレーベルからリリースされた。SUGIZOは本作のリリースに当たり、以下のコメントを記している。
こういう偉大な人の偉大な音を、自分が主宰するレーベルから出せることに、すごく幸せを感じると同時に、この素晴らしい出会いに心から感謝したい。今の日本の音楽シーンには本当に純粋な音楽が必要だと想うから、音楽を知っている人はもちろん、ひとりでも多くの若いリスナーの耳に、この作品が届くことを心から願っています。—SUGIZO, 
ライナーノーツより
音楽情報サイト『CDジャーナル』では、本作が土屋の8年ぶりとなるソロ作品であることに触れた上で、収録曲の「Welconme」に関しては「ドラムンベースをバックに激しいギターがうなる」と表現し、「Frank」や「Alexis」においてボーカリストとしても健在であることを指摘、「美しい世界を感じさせる音楽だが、決して高飛車ではないのがポイント」と肯定的に評価した。

## 収録曲
- CDインナーカバーに記載されたクレジットを参照[6]。また、1、3、4曲目はインストゥルメンタルとなっている。

| #         | タイトル        | 作詞      | 作曲      | 編曲      | 時間  |
| --------- | --------------- | --------- | --------- | --------- | ----- |
| 1.        | 「Sea Monster」 |           | 土屋昌巳  | 土屋昌巳  | 5:47  |
| 2.        | 「Frank」       | 土屋昌巳  | 土屋昌巳  | 土屋昌巳  | 6:32  |
| 3.        | 「Mod' Fish」   |           | 土屋昌巳  | 土屋昌巳  | 5:40  |
| 4.        | 「Welcome」     |           | 土屋昌巳  | 土屋昌巳  | 5:16  |
| 5.        | 「Alexis」      | 土屋昌巳  | 土屋昌巳  | 土屋昌巳  | 3:58  |
| 合計時間: | 合計時間:       | 合計時間: | 合計時間: | 合計時間: | 27:13 |

## スタッフ・クレジット
- CDインナーカバーに記載されたクレジットを参照[6]。

### 参加ミュージシャン
1. 「Sea Monster」
  - ミック・カーン – モンスター・ベース
  - 土屋昌巳 – ビート、シンセサイザー、効果音、ギター
2. 「Frank」
  - ジョン・ギブリン – ウッドベース
  - ロジャー・ダウンハム – ヴィブラフォン
  - 清水三恵子 – シンセサイザー
  - 土屋昌巳 – ビート、ギター、ボーカル
3. 「Mod' Fish」
  - 土屋昌巳 – ビート、シンセサイザー、テルミン、効果音、ギター
4. 「Welcome」
  - ジョン・ギブリン – ウッドベース
  - ロジャー・ダウンハム – ヴィブラフォン
  - 清水三恵子 – シンセサイザー
  - 土屋昌巳 – ビート、シンセサイザー、テルミン、トーキング・モジュレーター、ギター
5. 「Alexis」
  - ジョン・ギブリン – ウッドベース
  - ロジャー・ダウンハム – ヴィブラフォン
  - 清水三恵子 – ハーモニウム
  - 土屋昌巳 – ビート、ピアノ、シンセサイザー、ギター、ボーカル

### 録音スタッフ
- 土屋昌巳 – プロデューサー、レコーディング・エンジニア、ミックス・エンジニア
- ドミニク・ブレス – レコーディング・エンジニア、ミックス・エンジニア
- 徳江和美 – アシスタント・エンジニア
- ティム・ヤング（メトロポリス・マスタリング） – マスタリング・エンジニア
- 前田利博（ポリドールK.K.） – A&Rディレクター
- マーティン・ナガノ (Mail Inc.) – A&Rディレクター
- 村木敬史（ポリドールK.K.） – エグゼクティブ・プロデューサー
- 安藤啓介（クール・コーポレーション） – アーティスト・マネージメント

### 美術スタッフ
- SUGIZO – コンセプチュアル・プロデューサー
- サカグチケンファクトリー – アート・ディレクション
- サカグチケン – グラフィック・デザイン
- あおやぎまさき – グラフィック・デザイン
- アレクシス – イラストレーション、ハンド・ライティング
- Aki – 写真撮影

### その他スタッフ
- たかのさとし（オリジナル・リングモジュレーター） – スペシャル・サンクス
- d-kiku – スペシャル・サンクス
- DJ KRUSH – スペシャル・サンクス
- 上村祐二 – スペシャル・サンクス
- イボンヌ・ツィマリング – スペシャル・サンクス
- マイケル・ツィマリング – スペシャル・サンクス
- Maya – スペシャル・サンクス
- Kuro – スペシャル・サンクス
- ゴメス – スペシャル・サンクス
- アレクシス – スペシャル・サンクス

## リリース日一覧
| No. | リリース日    | レーベル               | 規格 | カタログ番号 | 最高順位 | 備考 | 出典        |
| --- | ------------- | ---------------------- | ---- | ------------ | -------- | ---- | ----------- |
| 1   | 1997年10月1日 | ポリドールK.K.／クロス | CD   | POCH-1648    | -        |      | [ 5 ] [ 7 ] |